# Cembalea plumosa
Cembalea plumosa är en spindelart som först beskrevs av Roger de Lessert 1925.  Cembalea plumosa ingår i släktet Cembalea och familjen hoppspindlar. Inga underarter finns listade i Catalogue of Life.